# 托马斯·贝蒂
托马斯·贝蒂 （英語：Thomas Beatie，1974年—），原名托马斯·特雷斯·贝蒂（Thomas Trace Beatie），是一名美国跨性别男性。他在1997年切除乳房，并在2002年接受激素治疗，后因妻子南希无法生育而在2007年通过人工授精怀孕，成为美国首位怀孕生子的男性。